# Quot verba, tot pondera
 Quot verba, tot pondera лат. (изговор:  квот верба, тот пондера). Колико речи толико  тегова.

## Тумачење
Свака реч има тежину коју ваља одмјерити. Треба пазити шта се говори.